# Tendai Huchu
Œuvres principales
- Le Meilleur coiffeur de Harare

Tendai Huchu (né le 28 septembre 1982), aussi connu sous le nom de TL Huchu, est un écrivain zimbabwéen, auteur des romans Le Meilleur coiffeur de Harare (2010) et The Maestro, The Magistrate and The Mathematician (2014).

## Biographie
Tendai Huchu nait en 1982 à Bindura, ville minière du Zimbabwe. Après des études à la Churchill High School d'Harare, un diplôme de premier degré en podologie et des études abandonnées en technologie minière, il émigre au Royaume-Uni en 2002.
Il commence sa carrière d'écrivain en 2010 par un premier roman, Le Meilleur coiffeur de Harare. Ce roman, traduit en allemand, français, espagnol et italien, est bien reçu par les critiques internationales. Il raconte avec légèreté et humour le destin de deux personnages dans le monde de la coiffure au Zimbabwe. Ce récit est l'occasion de dresser un portrait sans concession de la vie dans ce pays, avec son cortège de pauvreté, de misère sociale, et de corruption. C'est aussi l'occasion pour l'auteur d'évoquer le sujet de l'homosexualité encore considéré au Zimbabwe comme un délit. Un deuxième roman, paru en 2010, An Untimely Love, raconte le destin d'un kamikaze impliqué dans des attentats dans Londres tombant amoureux d'une de ses complices.
En 2012, il est membre du jury du außergewöhnliche Buch (« Le Livre extraordinaire »), prix décerné par le Festival international de littérature de Berlin, destiné à récompenser une œuvre de la littérature jeunesse. En 2013, il est récipiendaire de la  bourse Hawthornden et de la  bourse Sacatar. En 2014, sa nouvelle The Interventions, décrivant les réactions cyniques et désabusées de membres de la diaspora zimbabwéenne d'Édimbourg lors d'une élection dans leur pays natal, vues à travers les yeux d'un jeune poète non dépourvu de trivialité et d'égoïsme, lui vaut d'être sélectionné pour le prix Caine dans la catégorie littérature africaine. Cette même année, il publie son roman The Maestro, The Magistrate and The Mathematician dans lequel il présente la vie en parallèle de trois expatriés zimbabwéens installés à Édimbourg. 
Depuis 2015, il est podologue à Édimbourg, et également traducteur du Shona vers l'anglais. En 2017, sa nouvelle The Marriage Plot est récompensé par le prix Nommo dans la catégorie speculativ fiction. Il est considéré en 2020, par Africa.com, comme faisant partie des dix premiers écrivains africains contemporains. 
En 2021, il entreprend un projet de série dystopique sur la ville d'Édimbourg avec un premier roman, The Library of the Dead, récompensé en 2022 par le prix Nommo dans la catégorie roman. Un second roman de la même série, Our Lady of Mysterious Ailments, suit en 2022. 
Parallèlement, Tendai Huchu publie des nouvelles de plusieurs genres dont la non-fiction dans The Manchester Review, Interzone, Space, Time, The Africa Report, Enkare Review, Ellery Queen's Mystery Magazine, Gutter, IAfroSF, Wasafiri, Warscapes[réf. nécessaire]... 